# Ropica umbrata
Ropica umbrata là một loài bọ cánh cứng trong họ Cerambycidae.